# Erreur type
L'erreur type, parfois appelée erreur standard, d'une statistique (souvent une estimation d'un paramètre) est l'écart type de sa distribution d'échantillonnage ou l'estimation de son écart type. Si le paramètre ou la statistique est la moyenne, on parle d'erreur type de la moyenne. 
La distribution d'échantillonnage est générée par tirages répétés et enregistrements des moyennes obtenues. Cela forme une distribution de moyennes différentes, et cette distribution a ses propres moyenne et variance. Mathématiquement, la variance de cette distribution vaut la variance de la population divisée par la taille de l'échantillon, ce qui traduit le fait que la moyenne de l'échantillon se rapproche de celle de la population à mesure que la taille de l'échantillon grandit. 
Ainsi, l'erreur type de la moyenne est une mesure de la dispersion des moyennes des tirages autour de la moyenne de la population.
Dans les problèmes de régression, le terme d'erreur type renvoie soit à la racine carrée de la statistique réduite du chi-2 ou l'erreur type d'un coefficient de régression particulier, ce qui est utile pour les intervalles de confiance.

## Erreur type de la moyenne

### Population
L'erreur type de la moyenne vaut :
{\displaystyle {\sigma }_{\bar {x}}\ ={\frac {\sigma }{\sqrt {n}}}}
avec
σ est l'écart type de la population ;
n est la taille de l'échantillon (nombre de tirages).

#### Estimation
Lorsque l'écart type est inconnu, l'erreur type de la moyenne est souvent déterminé à partir de l'estimateur avec biais de l'écart type s, sous réserve que les tirages soient indépendants :
{\displaystyle {\sigma }_{\bar {x}}\ \approx {\frac {s}{\sqrt {n}}}}

## Approximation de Student
Dans la plupart des cas concrets, la valeur réelle de σ est inconnue. Par conséquent, il faut utiliser une distribution qui prend en compte toutes les valeurs possibles de σ. Si la distribution sous-jacente réelle est gaussienne, même si σ est inconnu, alors la distribution estimée suit une loi de Student, et l'erreur type est l'écart type de cette loi de Student. Elle diffère un peu d'une loi normale et dépend de la taille de l'échantillon : de petits tirages sont plus susceptibles de sous-estimer l'écart type de la population et d'avoir une moyenne différente. Les estimateurs sont toutefois suffisants pour calculer des intervalles de confiance.